# Hey Ma
«Hey Ma» — пісня американського репера Cam'ron, випущена 6 серпня 2002 року на лейблах Diplomat Records, Roc-A-Fella Records і Def Jam Recordings як другий сингл з його третього студійного альбому Come Home with Me. У пісні беруть участь Juelz Santana, Freekey Zekey і Toya, а продюсерами пісні виступили DR Period і Mafia Boy. Вона містить семпл хіта Commodores «Easy» 1977 року. «Hey Ma», як і попередній сингл «Oh Boy», досяг успіху, дебютувавши на 3-й позиції в Billboard Hot 100. 
Сингл отримав платинову сертифікацію від RIAA.

## Музичне відео
Музичне відео на пісню було знято в нічному клубі Love Mightclub у Вашингтоні, округ Колумбія. Воно містить камео Джима Джонса, Каріма «Biggs» Берка, Деймона Деша, Beanie Sigel, Omillio Sparks, Young Gunz та Freeway.

## Ремікс
Був створений ремікс пісні, в якому також беруть участь Juelz Santana і Toya. Ремікс увійшов до першого альбому The Diplomats, Diplomatic Immunity 2003 року.

## Чарти
| Чарт (2002–2003)                        | Пікова позиція |
| --------------------------------------- | -------------- |
| Австралія (ARIA)                        | 29             |
| Австралія (ARIA) Urban Singles          | 10             |
| Європа (European Hot 100 Singles)       | 22             |
| Франція (SNEP)                          | 55             |
| Німеччина (Media Control AG)            | 58             |
| Ірландія (IRMA)                         | 12             |
| Італія (FIMI)                           | 43             |
| Нова Зеландія (RIANZ)                   | 15             |
| Шотландія (Official Charts Company)     | 13             |
| Швейцарія (Media Control AG)            | 81             |
| Велика Британія (UK Singles Chart)      | 8              |
| Велика Британія (UK R&B Chart)          | 3              |
| США (Billboard Hot 100)                 | 3              |
| США (Hot R&B/Hip-Hop Songs) (Billboard) | 7              |
| США (Rap Songs) (Billboard)             | 4              |
| США (Mainstream Top 40) (Billboard)     | 6              |
| США (Rhythmic) (Billboard)              | 2              |

| Чарт (2002)                                    | Позиція |
| ---------------------------------------------- | ------- |
| США Billboard Hot 100                          | 53      |
| США Billboard Hot R&B/Hip-Hop Singles & Tracks | 57      |
| США Billboard Hot Rap Singles                  | 20      |

## Сертифікації
| Регіон                                                      | Сертифікація | Продажі   |
| ----------------------------------------------------------- | ------------ | --------- |
| Велика Британія (BPI)                                       | Срібний      | 200 000   |
| США (RIAA)                                                  | Платиновий   | 1 000 000 |
| продажі+прослуховування, що базуються лише на сертифікаціях |              |           |